# Les Fabuleuses Aventures d'Aurore
Les Fabuleuses Aventures d'Aurore sont une trilogie de romans graphiques créée par Joann Sfar et Douglas Kennedy, dont l’héroïne est une jeune fille autiste non-verbale, qui s'exprime avec une tablette, et capable de ressentir très profondément les émotions des autres, en regardant dans les yeux. Il s'agit du premier ouvrage jeunesse de Douglas Kennedy, publié chez Pocket jeunesse. Aurore ignore le danger, fait preuve d'un manque de tact absolu, et ne se plaint jamais.
Ils présentent leur ouvrage durant l'émission À la bonne heure le 21 mars 2019 sur RTL. Joan Sfar explique avoir été séduit par le fait que Douglas Kennedy parle de l'autisme de façon positive. Douglas Kennedy explique avoir un fils autiste, verbal et autonome, qui a suivi le programme ABA.
Le premier tome suscite la polémique parmi les parents d'enfants autistes en raison du profil du personnage principal.